# Boidae
Boidae é uma família de serpentes não peçonhentas encontradas nas Américas, na África, na Europa, na Ásia e em algumas Ilhas do Oceano Pacífico. Serpentes relativamente primitivas, os adultos têm tamanho médio a grande, sendo que as fêmeas geralmente são maiores que os machos. Duas subfamílias que compreendem oito gêneros e 43 espécies são reconhecidas atualmente. Os membros dessa família são chamados de Boídeos ou Boas, e são popularmente conhecidos como jiboias. Podem ultrapassar os quatro metros de comprimento e raramente, chegar a seis metros.

## Descrição
Como as pítons, as boas têm ossos alongados supratemporais. Os ossos quadrados também são alongados, mas não tanto, enquanto que ambos são capazes de mover-se livremente de modo que quando eles passam lateralmente para a sua máxima extensão, a distância entre as dobradiças da mandíbula é aumentada significativamente.
Ambas as famílias partilham de um número de características primitivas. Quase todos têm uma mandíbula inferior relativamente rígida com um elemento de coronóide, bem como um cinto pélvico vestigial com membros posteriores que são parcialmente visíveis como um par de esporas, uma em cada lado da abertura. Nos machos, essas esporas anais são maiores e mais visíveis do que nas fêmeas. Uma longa fila de dentes palatais está presente e a maioria das espécies têm um pulmão esquerdo funcional que pode ser de até 75% maior que o pulmão direito.
As boas, no entanto, distinguem-se das pítons pelo fato de que nenhuma espécie possui ossos pós frontais ou dentes pré-maxilares, e que elas dão à luz filhotes vivos. Quando as fossetas loreais são presentes, estas situam-se entre as escalas em vez de sobre elas. Além disso, suas distribuições geográficas são quase inteiramente excludentes. Nas poucas áreas onde podem coexistir, a tendência é ocuparem diferentes habitats.

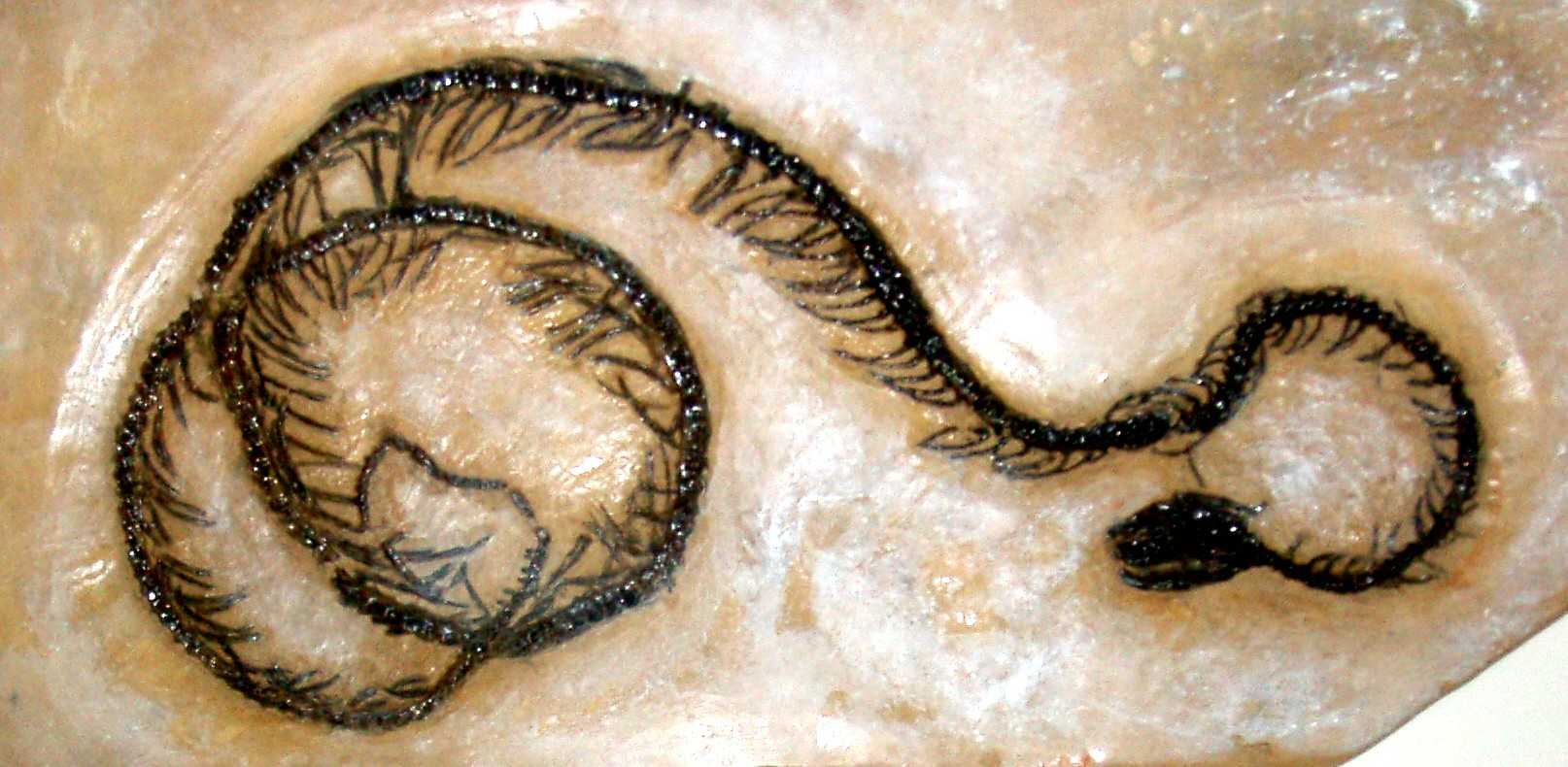
Fóssil de Boavus idelmani, uma espécie extinta de boa

Costumava-se dizer que boas são encontrados na Novo Mundo e pítons na Velho Mundo, mas por existir espécies de boas presentes no Madagascar, nas Ilhas Fiji e nas Ilhas Salomão, essa afirmativa não é muito precisa; em vez disso, parece que elas sobreviveram em áreas evolutivamente isoladas. A América do Sul ficou isolada até há alguns milhões de anos, com uma fauna que incluiu marsupiais e outros mamíferos distintos. Com a formação dos istmo do Panamá, para a América do Norte, há cerca de três milhões de anos, as boas migraram para o norte como as serpentes da família Colubridae (assim como várias mamíferos neoárticos) que migraram para o sul, como parte do Grande Intercâmbio Americano.

## Nomes populares
O nome dado pelo antigo idioma Tupi para essas serpentes era mboi, que na etimologia é denotado por nomes como jiboia. Boitatá, como os antigos tupis chamavam o fenômeno do fogo-fátuo, é popularmente entendido como "serpente de fogo", apesar de isso já ter sido desmistificado.

## Distribuição Geográfica
Elas são encontradas na América do Norte, no Centro e no Sul do continente Americano, no Caribe, no sudeste da Europa e da Ásia Menor, no Norte, no Centro e no Leste da África, no Madagascar e na Ilha da Reunião, na Península Arábica, no Centro e no sudoeste da Ásia, na Índia e no Sri Lanka, nas Ilhas Molucas e na Nova Guiné até a Melanésia e Samoa.

## Alimentação
A presa é morta por um processo conhecido como constrição; após um animal ser capturado, para contê-lo, a serpente enrola seu corpo várias vezes em volta do bicho. Em seguida, o ofídio aplica e mantém uma pressão suficiente para asfixiar a vítima, às vezes até para quebrar os seus ossos.
Espécimes maiores costumam comer animais do tamanho de um gato doméstico. Outras presas maiores, como capivaras e jacarés, são conhecidas para serpentes ainda maiores como a Sucuri-verde (Eunectes murinus). A presa é engolida inteira e pode levar dias ou até mesmo semanas para a digestão terminar.  Apesar de seu tamanho intimidante e da sua potência muscular, eles geralmente não são perigosas para os seres humanos.
Ao contrário da crença popular, até mesmo as espécies maiores não esmagam suas presas até a morte; na verdade, a presa nem mesmo fica visivelmente deformada antes de ser ingerida. A velocidade com que os 'rolos' são aplicados é impressionante e a força exercida pode ser significativa, mas a morte é provocada principalmente pela asfixia da vítima, por ela não ser capaz de mover suas costelas para respirar enquanto está sendo apertada.
Segundo Dickinson College, na Pensilvânia, a pressão exercida pelas Boas na verdade mataria impedindo o oxigênio de chegar aos órgãos vitais. De acordo com o artigo publicado no  Journal of Experimental Biology tal  "parada circulatória" é um método muito mais eficaz, rápido e definitivo de matar a presa do que se esperava.

## Reprodução
A maioria das espécies da família Boidae é ovovípara, com as fêmeas dando à luz uma vida livre. Esse é um contraste em relação à família das pítons, na qual todas botam ovos (ovíparos).

## Subfamílias
| Subfamília | Autor do Táxon  | Gêneros | Espécies | Nome comum          | Alcance Geográfico |
| ---------- | --------------- | ------- | -------- | ------------------- | --- |
| Boinae     | Gray, 1825      | 5       | 28       | Boas Verdadeiras    | América Central e América do Sul, África, Madagascar, Ilha da Reunião, Mauritius, Ilhas Maluku e Nova Guiné. |
| Erycinae   | Bonaparte, 1831 | 3       | 15       | Boas do Velho Mundo | Sul e sudeste da Europa, Ásia Menor, norte, centro, oeste e leste da África, Arábia, centro e sudoeste da Ásia, Índia, Sri Lanka. Também no sudoeste do Canadá, no oeste dos Estados Unidos e no noroeste do México. |

Gênero tipo = Boa - Gray, 1825

## Taxonomia
As Pítons foram algumas vezes classificadas como uma subfamília da Boidae, a Pythoninae, mas atualmente se concorda que elas constituem uma família própria, a Pythonidae. Da mesma maneira, as boas de ambientes arenosos do Velho Mundo (a subfamília Erycinae), são frequentemente listadas em uma família própria, a Erycidae. Além disso, estudos morfológicos colocaram a subfamília Ungaliophiinae na família Tropidophiidae, ao passo que todas as análises moleculares colocavam-na como grupo próximo ao gênero Charina da família Boidae.

## Estratégia de respiração
Estudos mostraram que a constrição é um comportamento incrivelmente exigente energeticamente e quase certamente requer altas demandas de oxigênio. A capacidade de controlar qual seção de sua caixa torácica está envolvida na respiração provavelmente permitiu que as boas evoluíssem para suas formas atuais. A estratégia de respiração precisa provavelmente também ajuda as jibóias a sobreviver ao processo de engolir e digerir presas grandes, uma vez que essas refeições pesadas restringem o movimento das costelas dos animais por dentro. Por isso, uma jibóia pode ajustar rapidamente qual seção de sua caixa torácica ela usa para respirar.